# Kelly Bailey
Cet article concerne le compositeur. Pour le personnage de la série Misfits, voir Kelly Bailey.
Pour les articles homonymes, voir Bailey.
Kelly Bailey est un compositeur, connu pour avoir créé la bande originale de la série de jeux vidéo Half-Life.

## Discographie
Pour Half-Life et Half-Life 2.
| - Adrenaline Horror - 02:09 - Vague Voices (Black Mesa Inbound) - 02:11 - Klaxon Beat - 01:00 - Space Ocean (Echoes of a Resonance Cascade) - 01:36 - Cavern Ambiance (Zero Point Energy Field) - 01:39 - Apprehensive Short - 00:23 - Bass String Short - 00:08 - Hurricane Strings (Neutrino Trap) - 01:33 - Diabolical Adrenaline Guitar (Lambda Core) - 01:44 - Valve Theme [Long Version] (Hazardous Environments) - 01:22 - Nepal Monastery - 02:08 - Alien Shock (Biozeminade Fragment) - 00:36 - Sirens in the Distance (Triple Entanglement) - 01:12 - Nuclear Mission Jam (Something Secret Steers Us) - 02:00 | - Scared Confusion Short - 00:16 - Drums and Riffs (Tau-9) - 02:03 - Hard Technology Rock - 01:40 - Steam in the Pipes (Negative Pressure) - 01:55 - Electric Guitar Ambiance (Escape Array) - 01:24 - Dimensionless Deepness (Dirac Shore) - 01:24 - Military Precision - 01:20 - Jungle Drums - 01:49 - Traveling Through Limbo (Singularity) - 01:17 - Credits / Closing Theme (Tracking Device) - 01:39 - Threatening Short (Xen Relay) - 00:37 - Dark Piano Short - 00:17 - Sharp Fear Short - 00:08 |

Note : la plupart des pistes ont été ré-intitulées et reportées dans la bande originale d’Half-Life 2 ; les noms entre parenthèses sont les titres révisés utilisés dans la bande originale d’Half-Life 2. Les pistes 2, 12, 13 et 24 ont été remixées par la suite.